# مداهمة (تاريخي)
```
مداهمة
 (
بولندي
: 
łapanka
، 
[waˈpanka]
 
ⓘ
 
الفرنسية
: 
rafle
 or 
attrapage
; 
الهولندية
: 
razzia
، 
(
بالتشيكية
: 
lapanka
)‏
 ، 
(
باليونانية
: 
μπλόκο
)‏
 
bloko
، 
(
بالروسية
: 
Облава
)‏
، 
oblava
، 
(
بالصربية
: 
Лапање
)‏
 
lapanje)
 تكتيك أمني وإستغلال اقتصادي ألماني أستخدم خلال الحرب العالمية الثانية في البلدان المحتلة، وخاصة في 
بولندا المحلتة
 حيث قامت 
شوتزشتافل
 
والفيرماخت
 
والشرطة الألمانية
 باعتقال آلاف المدنيين في الشوارع بطريقة عشوائية. تم القبض على المدنيين في مجموعات من المارة في أحياء مدن مختارة حيث كانت محاطة مقدما من قبل القوات الألمانية.
[
1
]
```

وغالباً ما يتم إرسال أولئك الذين يتم القبض عليهم في جولة إلى العمل القسري في ألمانيا، لكن بعضهم احتُجزوا كرهائن أو أُعدموا في أعمال انتقامية؛ تم سجنهم وإرسالهم إلى معسكرات الاعتقال أو الإعدام بإجراءات شكلية في العديد من عمليات التطهير العرقي.

## التاريخ

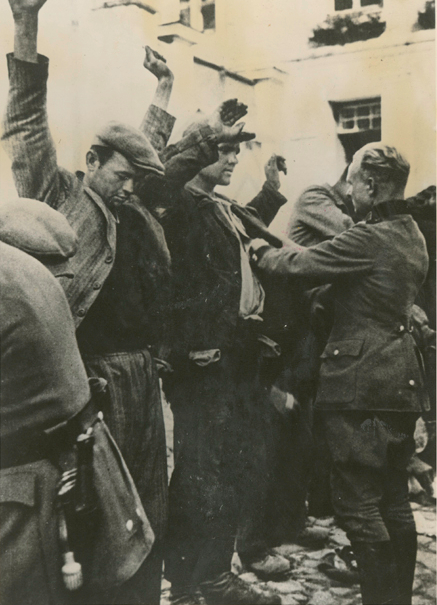
جولة في الشارع في وارسو 1941

تم نقل معظم الأشخاص الذين تم اعتقالهم إلى معسكرات العمل (أربياتسلاغر)، ومنها أوشفيتز. وقد تم اختيار العديد من النساء البولنديات للعمل في الدعارة. تم اختطاف العديد من الأطفال البولنديين لتبنيهم من قبل الأسر الألمانية. البعض - الذين لا يملكون الوثائق اللازمة نقلوا إلى معسكرات الاعتقال ومعسكرات الموت. أما الآخرون، وخاصة اليهود الذين كانوا يختبئون والبولنديون الذين أرادوا إيوائهم، فقد قُتلوا رميا بالرصاص في الحال.
تم استخدام المصطلح أيضًا لوصف تكتيك تطويق الشوارع، والتفتيش المنهجي للمباني. بالنسبة للشباب في العشرينات والثلاثينيات من العمر، كان الدفاع الوحيد الموثوق به ضد عمليات الخطف والترحيل على أيدي النازيين هو حيازة بطاقة هوية (تسمى أوسويس) تثبت أن صاحبها يعمل في شركة ألمانية أو وكالة حكومية محلية (على سبيل المثال، في المرافق المدينة أو السكك الحديدية). وبالتالي، تم إطلاق سراح العديد من الذين أخذوا من المقاهي والمطاعم في وارسو في ليلة 5 ديسمبر 1940 بعد فحص وثائقهم.

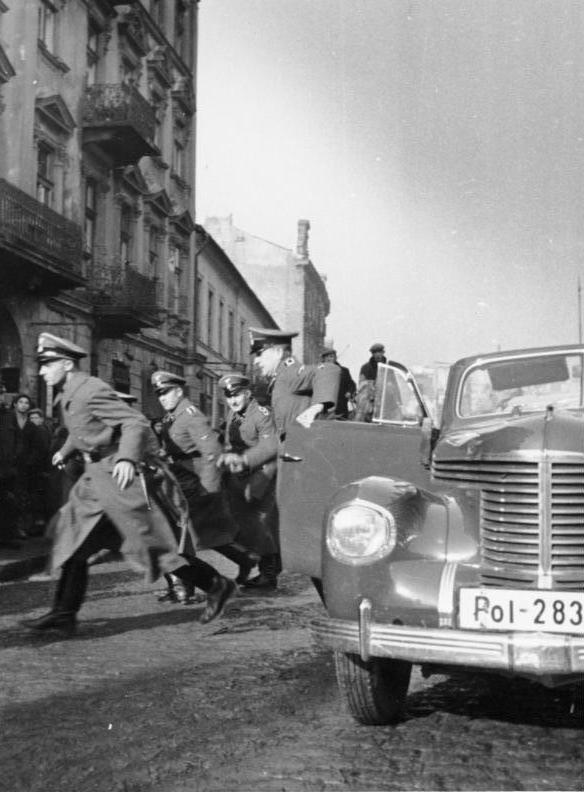
جولة الشرطة الأمنية الألمانية في بولندا المحتلة

وفقًا للتقديرات، في وارسو وحدها بين عامي 1942 و1944، حصدت هذه العمليات ما لا يقل عن 400 ضحية كل يوم، مع أرقام تصل إلى عدة آلاف في بعض الأيام. في 19 سبتمبر 1942، تم نقل ما يقرب من 3000 رجل وامرأة، الذين تم القبض عليهم في جولات واسعة النطاق في جميع أنحاء وارسو خلال اليومين الماضيين، عن طريق القطارات إلى العمل كرقيق في ألمانيا. 

## المناطق المستهدفة

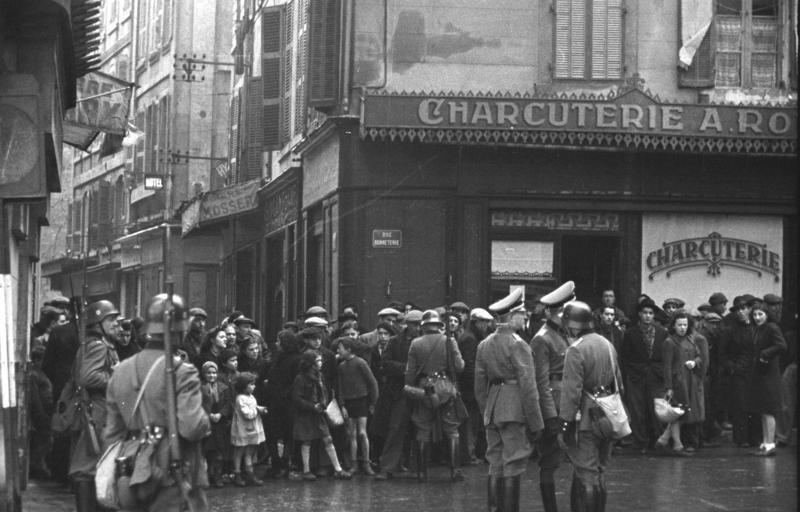
عمليات الإعتقال الألمانية النازية في فرنسا (رافل)، مرسيليا يناير 1943.

نفذ الألمان -نفس عمليات الاعتقال في بولندا- في بلدان محتلة أخرى مثل شمال فرنسا، وإن لم يكن على نطاق واسع كما في بولندا. كان المصطلح الفرنسي لهذه الممارسة عبارة عن rafle، تم تطبيقه في المقام الأول على اليهود الفرنسيين. في الدنمارك وهولندا، كانت تسمى باسم razzia.
من الناحية التاريخية، تم استخدام razzia في السياق الاستعماري الفرنسي في الغارات الإسلامية خاصة لنهب وإلقاء القبض على العبيد من غرب ووسط أفريقيا، والمعروف أيضًا باسم rezzou عندما مارسه الطوارق. (راجع أيضًا: تجارة الرقيق البربرية) تم اعتماد الكلمة من العزيزية باللغة العربية الجزائرية، وأصبحت فيما بعد اسمًا مجازيًا لأي فعل من أعمال النهب. استخدم السوفييت تكتيكات مماثلة لجمع البولنديين من الطبقة الوسطى في الجزء الذي احتلوه في بولندا بعد غزو بولندا عام 1939. تم نقل الرجال والنساء والأطفال إلى معسكرات العمل في المناطق النائية في الاتحاد السوفيتي.

## في الثقافة
كان انتقاد الممارسة الألمانية للتجديف هو موضوع الأغنية الأكثر شعبية في وارسو المحتلة، سييكييرا، موتيكا (البولندية لفأس ، مجرفة). في عام 1943 تم نشره من قبل المطابع السرية للمقاومة البولندية في كتاب Posłuchajcie ludzie. . . (أستمع الناس)، واحدة من bibuła منشورات Komisja Propagandy (لجنة الدعاية) من أرميا Krajowa (جيش المنزل). تم إعادة إنتاج الأغنية أيضًا في العديد من الكتب والسجلات بعد انتهاء الاحتلال الألماني. في عام 1946، ظهرت الأغنية في أول فيلم بولندي تم إنشاؤه بعد الحرب، وهو Zakazane piosenki ، من إخراج ليونارد Buczkowski .